# 클래시컬로이드
클래시컬로이드(일본어: クラシカロイド, 영어: ClassicaLoid)는 선라이즈에서 제작한 일본의 애니메이션이다. 2016년 10월 8일부터 2017년 4월 1일까지 제1기, 2017년 10월 7일부터 2018년 3월 24일까지 제2기로 NHK 교육 텔레비전에서 방영되었다.